# Persone di nome Daniel/Cestisti
| Questa pagina contiene informazioni ricavate automaticamente dalle voci biografiche con l'ausilio del template Bio e di un bot. L'aggiornamento è periodico e automatico e ricostruisce completamente la pagina. Se manca una persona in questa lista, sei pregato di non aggiungerla, ma accertati piuttosto che la sua voce biografica contenga il template Bio e che i dati anagrafici siano correttamente compilati. Se il template Bio manca, inseriscilo tu stesso o, in alternativa, metti l'avviso {{tmp\|Bio}} che ne segnala la mancanza. Se i dati riportati sono sbagliati, correggi direttamente la voce biografica; le modifiche saranno visibili in questa lista entro pochi giorni. Per chiarimenti vedi il progetto antroponimi. La lista contiene solo le 103 persone che sono citate nell'enciclopedia e per le quali è stato implementato correttamente il template Bio. Pagina aggiornata al 22 giu 2025. |

Questa è una lista di persone presenti nell'enciclopedia che hanno il nome Daniel e sono cestisti.

## A(9)
- Blake Ahearn, ex cestista e allenatore di pallacanestro statunitense (St. Louis, n. 1984)
- Danny Ainge, ex cestista, allenatore di pallacanestro e dirigente sportivo statunitense (Eugene, n. 1959)
- Dan Akin, cestista britannico (Londra, n. 1998)
- Daniel Amigo, cestista statunitense (El Paso, n. 1995)
- Dan Anderson, ex cestista statunitense (Minneapolis, n. 1943)
- Dan Anderson, ex cestista statunitense (Torrance, n. 1951)
- Daniel Andjelkovic, cestista svizzero (Sorengo, n. 1994)
- Darío Arenas, ex cestista argentino (Punta Alta, n. 1970)
- Daniel Aréjula, ex cestista argentino (n. 1961)

## B(5)
- Daniel Bejarano, cestista statunitense (Phoenix, n. 1991)
- Dan Bingenheimer, ex cestista statunitense (Belvidere, n. 1963)
- Daniel Bordignon, ex cestista brasiliano (Toledo, n. 1996)
- Daniel Borroni, cestista uruguaiano (n. 1945 - † 2024)
- Dee Brown, ex cestista e allenatore di pallacanestro statunitense (Jackson, n. 1984)

## C(6)
- Dan Cage, ex cestista, allenatore di pallacanestro e dirigente sportivo statunitense (Indianapolis, n. 1985)
- Dan Caldwell, ex cestista statunitense (Seattle, n. 1959)
- Dan Callahan, ex cestista statunitense (Boston, n. 1970)
- Dan Clark, ex cestista britannico (Londra, n. 1988)
- Dan Coleman, ex cestista statunitense (Minneapolis, n. 1985)
- Daniel Coursey, ex cestista statunitense (Savannah, n. 1992)

## D(9)
- Daniel Dajic, ex cestista svedese (Huskvarna, n. 1977)
- Daniel de la Rúa, cestista spagnolo (Guadalajara, n. 1997)
- Dan Dickau, ex cestista e allenatore di pallacanestro statunitense (Portland, n. 1978)
- Dani Díez, cestista spagnolo (Madrid, n. 1993)
- Daniel Dillon, ex cestista australiano (Melbourne, n. 1986)
- Daniel Dimitrov, ex cestista bulgaro (Dimitrovgrad, n. 1967)
- Daniel Dixon, ex cestista e allenatore di pallacanestro statunitense (Great Falls, n. 1994)
- Daniel Donzelli, cestista italiano (Cremona, n. 1996)
- Danny Doyle, ex cestista statunitense (Queens, n. 1940)

## E(1)
- Daniel Ewing, ex cestista statunitense (Milton, n. 1983)

## F(4)
- Daniel Farabello, ex cestista e allenatore di pallacanestro argentino (Colón, n. 1973)
- Danny Finn, cestista statunitense (n. 1928 - † 2007)
- Dan Fitzgerald, ex cestista statunitense (St. Paul, n. 1984)
- Danny Fortson, ex cestista statunitense (Filadelfia, n. 1976)

## G(10)
- Dan Gadzuric, ex cestista olandese (L'Aia, n. 1978)
- Daniel Gafford, cestista statunitense (El Dorado, n. 1998)
- Daniel García Gutiérrez, ex cestista spagnolo (Badalona, n. 1975)
- Daniel García García, cestista spagnolo (Mataró, n. 1998)
- Gus Gerard, ex cestista statunitense (Uniontown, n. 1953)
- Daniel Giddens, cestista statunitense (Mableton, n. 1997)
- Dan Godfread, ex cestista statunitense (Fort Wayne, n. 1967)
- Daniel Goethals, ex cestista e allenatore di pallacanestro belga (Gosselies, n. 1969)
- Danny Green, ex cestista statunitense (North Babylon, n. 1987)
- Dan Grunfeld, ex cestista statunitense (Franklin Lakes, n. 1984)

## H(6)
- Daniel Hackett, cestista italiano (Forlimpopoli, n. 1987)
- Daniel Hain, ex cestista tedesco (Essen, n. 1985)
- Daniel Hamilton, cestista statunitense (Los Angeles, n. 1995)
- Daniel Haquet, ex cestista e allenatore di pallacanestro francese (Elbeuf, n. 1957)
- Danny Herman, ex cestista belga (Anversa, n. 1966)
- Daniel Horton, ex cestista statunitense (Baton Rouge, n. 1984)

## I(1)
- Dan Issel, ex cestista, allenatore di pallacanestro e dirigente sportivo statunitense (Batavia, n. 1948)

## J(1)
- Daniel Johnson, cestista australiano (Carnarvon, n. 1988)

## K(3)
- Daniel Kickert, ex cestista e allenatore di pallacanestro australiano (Melbourne, n. 1983)
- Daniel Koperberg, cestista israeliano (San Pietroburgo, n. 1997)
- Dan Kraus, cestista statunitense (Bronx, n. 1923 - Columbia, † 2012)

## L(4)
- Dan Langhi, ex cestista statunitense (Chicago, n. 1977)
- D.J. Laster, cestista statunitense (Pensacola, n. 1996)
- Daniel Ledent, ex cestista francese (Courcelles-lès-Lens, n. 1945)
- Daniel López Alcañiz, ex cestista spagnolo (Salamanca, n. 1982)

## M(8)
- Dan Majerle, ex cestista e allenatore di pallacanestro statunitense (Traverse City, n. 1965)
- Dan Mavraides, ex cestista statunitense (Boston, n. 1988)
- Dan McClintock, ex cestista statunitense (Fountain Valley, n. 1977)
- Dan Meagher, ex cestista canadese (Kingston, n. 1962)
- Danny Miller, ex cestista statunitense (Mount Holly, n. 1980)
- Daniel Miller, cestista statunitense (Loganville, n. 1991)
- Danny Morseu, ex cestista australiano (Thursday Island, n. 1958)
- Daniel Mullings, cestista canadese (Toronto, n. 1991)

## N(2)
- Dan Niculescu, cestista rumeno (Bucarest, n. 1929 - † 1999)
- Daniel Novák, ex cestista slovacco (Bratislava, n. 1978)

## O(3)
- Daniel Ochefu, cestista statunitense (Baltimora, n. 1993)
- Daniel Orton, ex cestista statunitense (Oklahoma City, n. 1990)
- Dan O'Sullivan, ex cestista statunitense (Bronx, n. 1968)

## P(5)
- Dani Pérez, ex cestista spagnolo (Barcellona, n. 1969)
- Daniel Pérez Otero, cestista spagnolo (L'Hospitalet de Llobregat, n. 1990)
- Daniel Pérez Monti, cestista paraguaiano (Asunción, n. 1984)
- Daniel Popescu, cestista rumeno (Bucarest, n. 1988)
- Pieter Prinsloo, cestista sudafricano (Pretoria, n. 1992)

## R(4)
- Danny Reddin, cestista irlandese (Dún Laoghaire, n. 1914 - Athlone, † 1976)
- Daniel Romero, ex cestista spagnolo (Malaga, n. 1973)
- Daniel Rosenbaum, cestista statunitense (Los Altos Hills, n. 1997)
- Dan Ruland, ex cestista statunitense (Annapolis, n. 1960)

## S(10)
- Daniel Santiago, ex cestista statunitense (Lubbock, n. 1976)
- Danny Schayes, ex cestista statunitense (Syracuse, n. 1959)
- Daniel Schmidt, cestista tedesco (Bamberga, n. 1990)
- Daniel Scott, ex cestista e allenatore di pallacanestro cubano (Santa Cruz del Sur, n. 1953)
- Danny Seigle, ex cestista statunitense (Scranton, n. 1976)
- Danny Smick, cestista statunitense (Olyphant, n. 1915 - Midland, † 1975)
- Dan Sparks, ex cestista e allenatore di pallacanestro statunitense (Bloomington, n. 1945)
- Daniel Strauch, ex cestista tedesco (Osnabrück, n. 1981)
- Dan Swartz, cestista statunitense (Owingsville, n. 1931 - Mount Sterling, † 1997)
- Daniel Szymkiewicz, cestista polacco (Danzica, n. 1994)

## T(3)
- Daniel Theis, cestista tedesco (Salzgitter, n. 1992)
- Dan Tieman, cestista e allenatore di pallacanestro statunitense (Covington, n. 1940 - † 2012)
- Dan Trist, cestista australiano (Sydney, n. 1992)

## V(3)
- Daniel Vannet, ex cestista uruguaiano (n. 1951)
- Danny Vranes, ex cestista statunitense (Salt Lake City, n. 1956)
- Daniel Vujasinović, cestista sloveno (Zagabria, n. 1989)

## W(5)
- Danny Wagner, cestista statunitense (Henryetta, n. 1922 - Houston, † 1997)
- Daniel Wall, cestista polacco (Radom, n. 1982)
- Daniel Wenzel, ex cestista uruguaiano (n. 1953)
- Dan Werner, ex cestista statunitense (Middletown, n. 1987)
- Daniel Wolf, cestista statunitense (Glencoe, n. 2004)

## Y(1)
- Danny Young, ex cestista statunitense (Raleigh, n. 1962)